# 東家楽燕
東家 楽燕（あずまや らくえん、1887年2月3日 - 1950年3月8日）は、明治から昭和にかけて活躍した浪曲師。本名：岡部 六弥。

## 略歴
父親は師匠東家三楽に師事した初代東家楽遊。幼いころ軍人を夢見る。海城中学卒。同級生に早川雪洲がいる。父のもとで修業を積み、早くから東家のプリンス的存在であった。
1907年∶桃中軒雲右衛門の芸に夢中になり入門。桃中軒雲太夫を名乗る。半年で東家に戻るが、悲哀を込め、関西節を混ぜ込んだ「楽燕の泣き節」と呼ばれる楽燕節を確立した。1935年に後進の指導を目的に東京九段にあった後の日大芸術学部に浪曲学校を設立（この学校には三波春夫も通った）。特に京山若丸作の「召集令」を演じ、軍国主義の浪曲として喜ばれ、木村重友、三代目鼈甲斎虎丸、天中軒雲月とともに、浪曲の第二次黄金時代を起こす。
戦後、1946年に設立された日本浪曲協会の初代会長に就任も間もなく健康を害し、1947年11月浅草松竹座で引退披露公演の最中、病に倒れ1950年に死去。享年63。墓地は西浅草の法然寺にある。
弟子には、二代・四代東家三楽、燕大丞、菊燕、栄造、女楽燕(玉川スミ)など。得意演目は召集令シリーズ、乃木将軍など。

## 劇場出演
- 1912.3.5 浪花節、東家楽燕改め桃中軒雲太夫、有楽座(～3.6)[都][3]

## 註
1. ↑  日外アソシエーツ人物・文献情報「東家 楽燕」整理番号：004340
2. ↑  NHK『ファミリーヒストリー』「堺正章～父は伝説の喜劇役者　引き継がれる覚悟～」2019年1月14日
3. ↑  近代日本芸能年表上p.153